# 布氏隆頭麗魚
布氏隆頭麗魚，為輻鰭魚綱鱸形目隆頭魚亞目慈鯛科的其中一種，分布於非洲剛果民主共和國Kafubu河、Luapula河流域，為特有種，體長可達6.8公分，棲息在水質清澈、岩石底質的溪流，生活習性不明。

## 擴展閱讀
維基物種上的相關：布氏隆頭麗魚